# Hackney Marshes
Hackney Marshes is een wijk in het Londense bestuurlijke gebied Hackney, in de regio Groot-Londen. Er is onder meer een groot sportpark met daarop 88 voetbalvelden.